# Oswald Pohl
Oswald Ludwig Pohl (Duisburg-Ruhrort, 30 giugno 1892 – Landsberg, 7 giugno 1951) è stato un generale tedesco iscritto al Partito nazista, membro delle SS (con il grado di Obergruppenführer) (generale di corpo d'armata).
Ebbe un ruolo dirigente nella soluzione finale della questione ebraica, in quanto capo della SS-Wirtschafts-und Verwaltungshauptampt (WVHA) o "Ufficio amministrativo centrale delle SS".

## Biografia
Pohl nacque il 30 giugno 1892 a Duisburg-Ruhrort quinto figlio del fabbro Hermann Otto Emil Pohl e di sua moglie Auguste Pohl. Dopo essersi diplomato nel 1912, si arruolò nella Marina militare tedesca svolgendo l'addestramento dapprima a Kiel e Wilhelmshaven e poi ai Caraibi e nel sud-est asiatico. Durante la prima guerra mondiale servì nel Mar Baltico. Dopo aver terminato la scuola ufficiali della marina il 1º aprile 1918 si trasferì a Kiel, dove il 30 ottobre dello stesso anno si sposò.
Al termine della guerra, Pohl si iscrisse alla Christian-Albrechts-Universität a Kiel, ma ben presto abbandonò gli studi e si arruolò nelle Freikorps Brigade Löwenfeld dove venne nominato ufficiale pagatore. Nel 1920 fu accettato nella nuova marina della Repubblica di Weimar, la Reichsmarine, e pertanto nel 1924 venne trasferito a Swinemünde (ora Świnoujście in Polonia).
Un anno più tardi, nel 1925 Pohl divenne membro delle SA, entrando poi nello NSDAP, il partito nazista, il 22 febbraio 1926 col numero di tessera 30842. Dopo avere incontrato nel 1933 Heinrich Himmler il 1º febbraio 1934 venne posto a capo del dipartimento amministrativo dell'ufficio del Reichsführer-SS con il grado di Standartenführer, espandendo di lì a poco la sua competenza anche all'amministrazione dei primi campi di concentramento.
Il 1º giugno 1935 la sua carriera subì un'accelerazione dopo la nomina a Verwaltungschef (Capo dell'amministrazione), Reichskassenverwalter (Tesoriere centrale) delle SS e poi Inspektion der Konzentrationslager (Ispettore dei campi di concentramento). Fu inoltre l'artefice della costituzione della Gesellschaft zur Förderung und Pflege deutscher Kulturdenkmäler (Società per la promozione e la cura dei monumenti culturali tedeschi), con l'obiettivo primario di restaurare il castello di Wewelsburg, un antico castello che doveva diventare il centro pseudo-scientifico e pseudo-culturale delle SS.
Nel giugno 1939 Pohl fu messo a capo dello Hauptamt Verwaltung und Wirtschaft (Ufficio centrale per l'amministrazione e l'economia) e dello Hauptamt Haushalt und Bauten (Ufficio centrale per la gestione immobiliare). Il 1º febbraio 1942 questi uffici vennero fusi per creare l'SS-Wirtschafts-Verwaltungshauptamt (SS-WVHA, Ufficio amministrativo centrale delle SS), in tal modo Pohl si trovava a capo di un immenso impero economico che aveva le proprie basi nel lavoro di migliaia di schiavi imprigionati nei campi di concentramento.

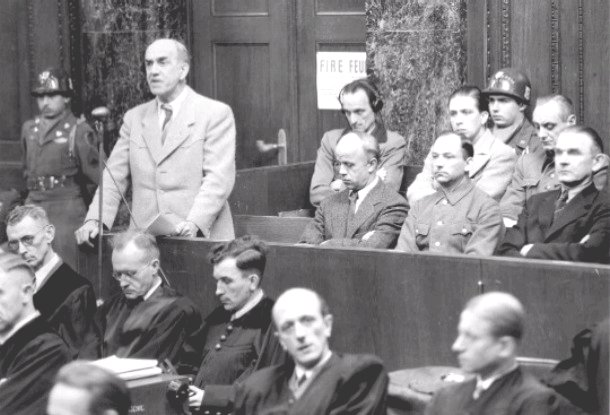
Ultime parole di Oswald Pohl al processo presso il Tribunale militare di Norimberga il 22 settembre 1947. Sul banco degli accusati in prima fila, da sinistra, August Frank, Heinz Fanslau, Hans Lörner; in seconda fila, da sinistra, Franz Eirenschmalz, Karl Sommer, Hermann Pook.

Il 20 aprile 1942 Pohl fu nominato SS-Obergruppenführer e Generale delle Waffen-SS. Il 12 dicembre dello stesso anno, dopo aver divorziato dalla prima moglie, sposò Eleonore von Brüning, vedova di Ernst Rüdiger von Brüning, figlio di uno dei fondatori della Hoechster Farbwerke che divenne parte della IG Farben nel 1925.
Il 30 aprile 1942 Pohl ufficializzò con una circolare il carattere produttivo dei lager, ribadendo che la manodopera poteva essere affittata alle industrie e che doveva essere sfruttata senza limiti. Pohl propose le nuove direttive a Himmler, il quale nel 1943, essendo ormai gran parte degli operai maschi al fronte, decise di attingere all’unica fonte cospicua e gratuita a sua disposizione: i prigionieri dei campi. Per loro valeva la regola dell’annientamento mediante il lavoro (L’economia tedesca e il lavoro dei deportati).
Nel 1945, al termine della seconda guerra mondiale, Pohl cercò dapprima di fuggire in Baviera, poi a Brema, ma fu catturato dagli inglesi il 27 maggio 1946, e condannato a morte il 3 novembre 1947 dopo che al "Processo Pohl" (uno dei processi secondari di Norimberga) era stato riconosciuto colpevole di crimini contro l'umanità, di crimini di guerra, di associazione nell'organizzazione criminale dello sterminio di massa e dei genocidi compiuti nei campi di concentramento sotto il controllo diretto dell'SS-WVHA.
Durante il processo, interrogato sul numero degli internati morti, si difese asserendo di aver ricevuto dai suoi sottoposti esclusivamente grafici statistici riassuntivi che gli mostravano le curve di mortalità e di non aver mai saputo a quanti morti in realtà corrispondessero quelle percentuali.
(Oswald Pohl intervistato da Leon Goldensohn, 5 giugno 1946.)
Fu impiccato a Landsberg l'8 giugno 1951, dopo essersi convertito al cattolicesimo e continuando a proclamarsi semplice funzionario.